# Haggis

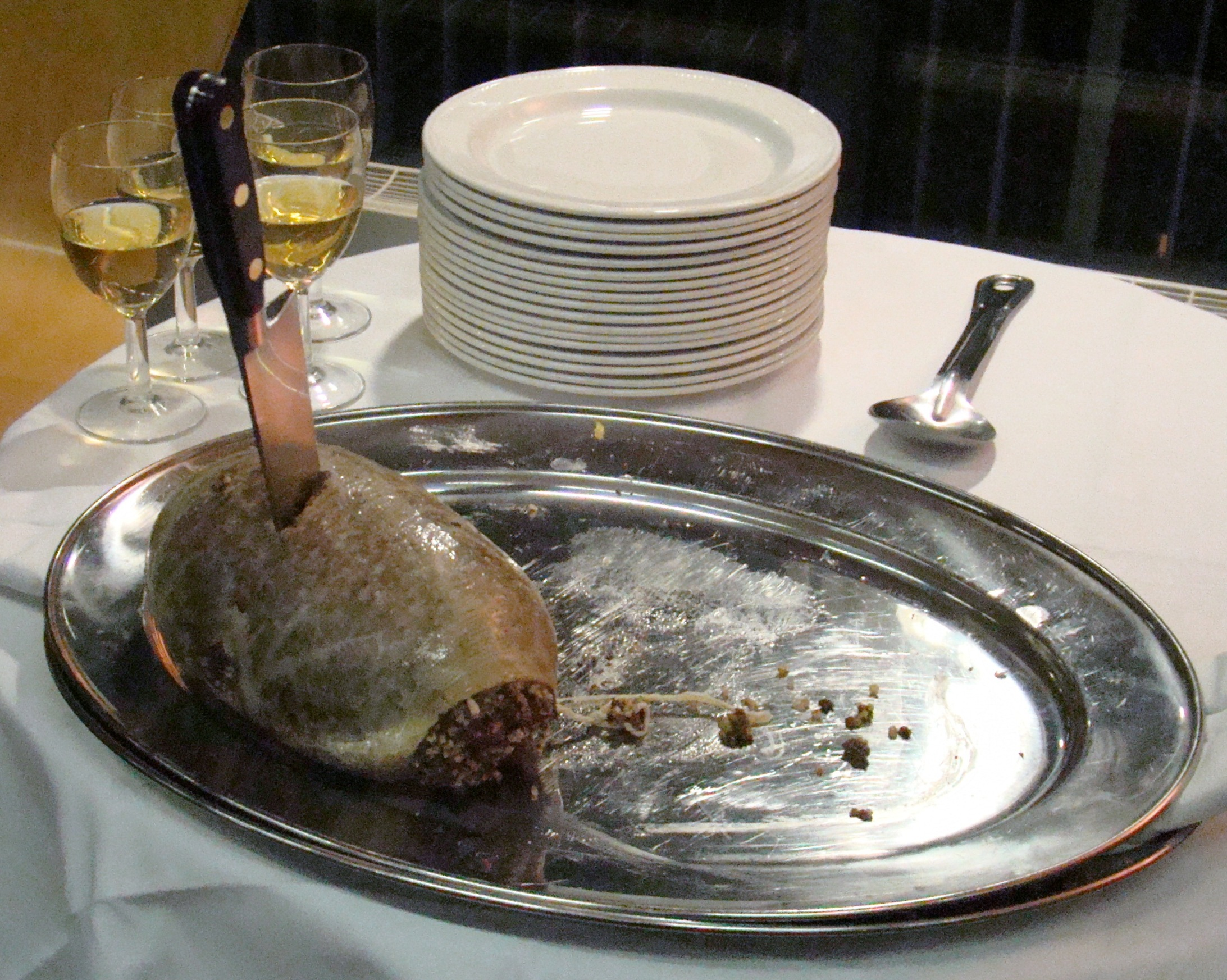
Haggis na tacy podczas Kolacji Burnsa

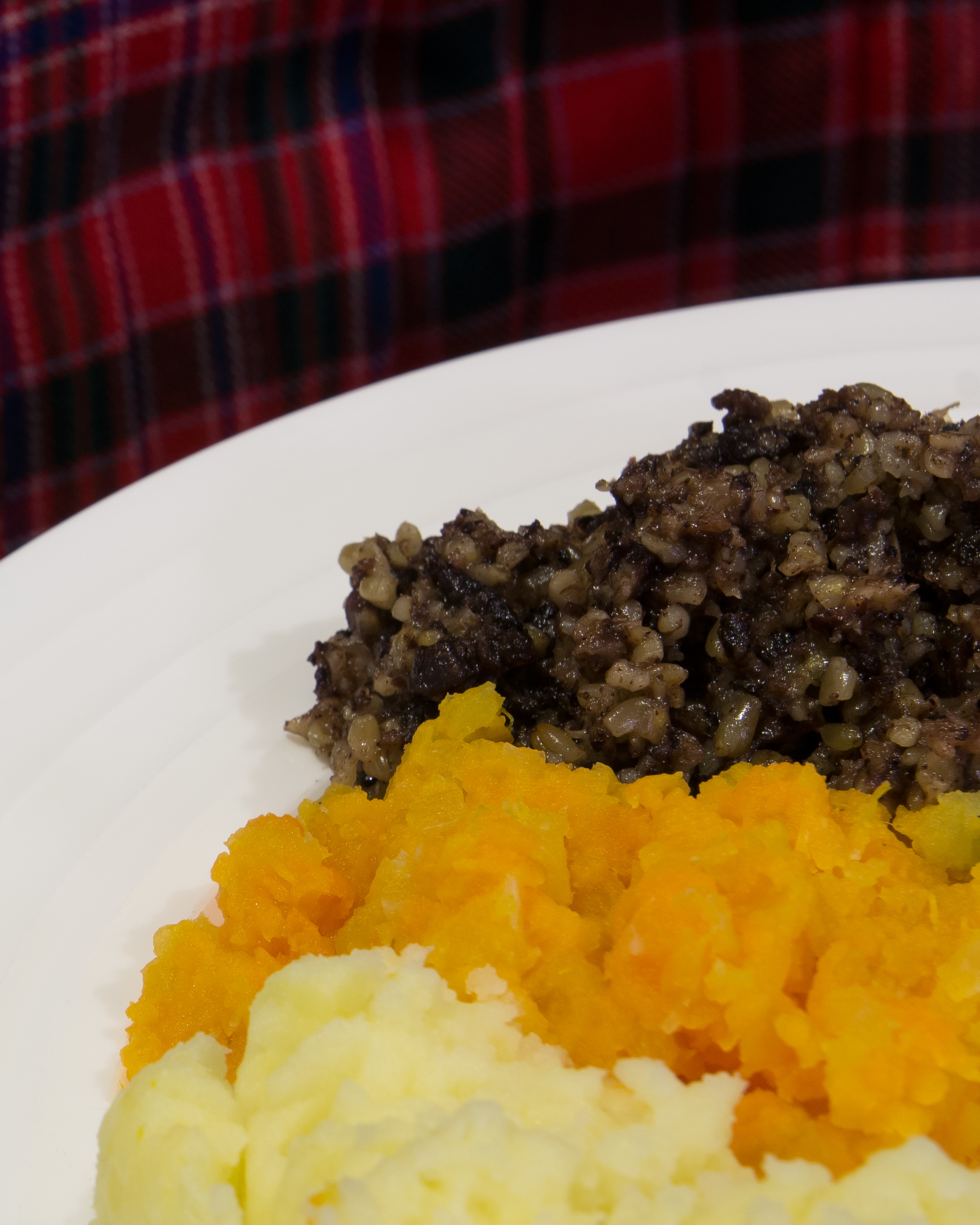
Porcja haggisu, „neeps and tatties”

Haggis (gael. taigeis) – specjał szkockiej kuchni narodowej, aromatyczny pudding przyrządzany z owczych podrobów (wątroby, serca i płuc), wymieszanych z cebulą, mąką owsianą, tłuszczem i przyprawami, zaszytych i duszonych w owczym żołądku, chociaż współcześnie często zamiast tego ostatniego używana jest sztuczna osłonka. Według angielskiej edycji „Larousse Gastronomique” z 2001 roku „chociaż opis nie jest od razu atrakcyjny, haggis ma doskonałą orzechową konsystencję i pyszny pikantny smak”.
Chociaż nazwa „hagws” lub „hagese” została po raz pierwszy zapisana około roku 1430 w Anglii, haggis jest uważany za danie szkockiego pochodzenia i szkockie danie narodowe, co jest rezultatem wiersza szkockiego poety Roberta Burnsa Address to the Haggis z 1786 r. Haggis jest tradycyjnie podawany z „neeps and tatties” – brukwią i ziemniakami, ugotowanymi i tłuczonymi oddzielnie, oraz kieliszkiem szkockiej whisky, zwłaszcza jako danie główne kolacji Burnsa.

## Historia i etymologia
Powszechnie przyjmuje się, że Haggis ma pochodzenie szkockie, ale wiele krajów produkuje podobne dania, aczkolwiek pod różnymi nazwami. Jednak obecnie znane i ustandaryzowane przepisy są wyraźnie szkockie. Pierwsze znane pisemne przepisy dania o tej nazwie, wykonanego z podrobów i ziół, zapisane są jako „hagese”, w wersecie Liber Cure Cocorum datowanym na rok około 1430 w Lancashire w North West England i jako „hagws of a schepe” z angielskiej książki kucharskiej również ok. 1430 roku.
Wczesny drukowany przepis na haggis pojawia się w 1615 roku w „The English Huswife” Gervase Markhama. Zawiera sekcję zatytułowaną "Skill in Oate meale": „Użycie i wartość tych dwóch różnych rodzajów płatków owsianych w utrzymaniu Rodziny, jest ich tak wiele (zgodnie z wieloma zwyczajami wielu Narodów), że prawie niemożliwe jest obliczenie wszystkich”; a następnie przechodzi do opisu „mączka owsiana zmieszana z krwią, a wątroba owcy, cielęcej lub wieprzowej tworzy ten pudding, który nazywa się Haggas lub Haggus, którego dobrocią na próżno się chwalić, ponieważ tam trudno znaleźć człowieka, który by ich nie dotykał.”.
Autor książek o żywności Alan Davidson sugeruje, że starożytni Rzymianie byli pierwszymi, o których wiadomo, że wytwarzali produkty typu haggis.
Angielska celebrytka kuchni Clarissa Dickson Wright mówiła, że hagis „przybył do Szkocji na langskipie [tj. ze Skandynawii] jeszcze zanim Szkocja była jednym narodem”. Cytowała też filologa Waltera Williama Skeata jako dalszą sugestię dotyczącą możliwego pochodzenia skandynawskiego: Skeat twierdził, że element hag– pochodzi od staronordyckiego „haggw” lub staroislandzkiego „hoggva” (höggva oznacza siekać we współczesnym islandzkim), we współczesnym scots hag oznacza „rąbać” lub „uderzać ostrą bronią”, co odnosi się do posiekanej zawartości naczynia.
W swojej książce „The Haggis: A Little History” Dickson Wright sugeruje, że haggis został wymyślony jako sposób na gotowanie szybko psujących się podrobów w pobliżu miejsca polowania, bez konieczności noszenia ze sobą dodatkowego naczynia do gotowania. Wątrobę i nerki można było grillować bezpośrednio nad ogniem, ale to nie było odpowiednie dla żołądka, jelit lub płuc. Posiekanie płuc i wypchanie nimi, wraz z innymi wypełniaczami, żołądka, a następnie ugotowanie – prawdopodobnie w naczyniu zrobionym ze skóry zwierzęcia – było jednym ze sposobów na wykorzystanie tych części zwierzęcia.

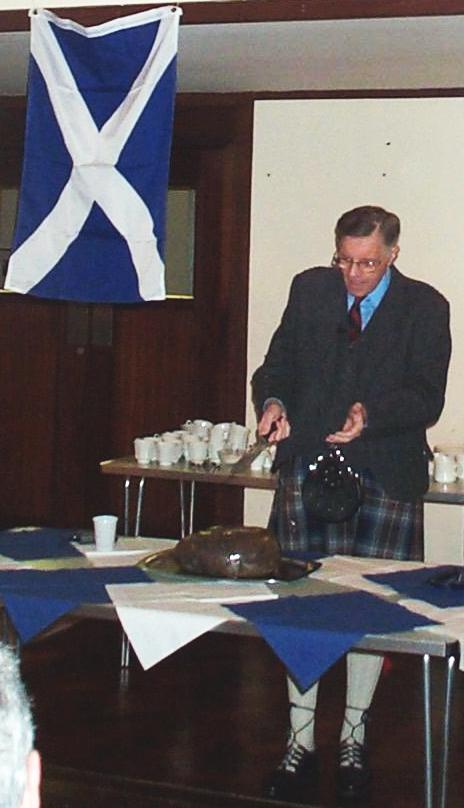
Recytacja wiersza Roberta Burnsa Address to a Haggis jest ważną częścią Kolacji Burnsa

## Współczesność

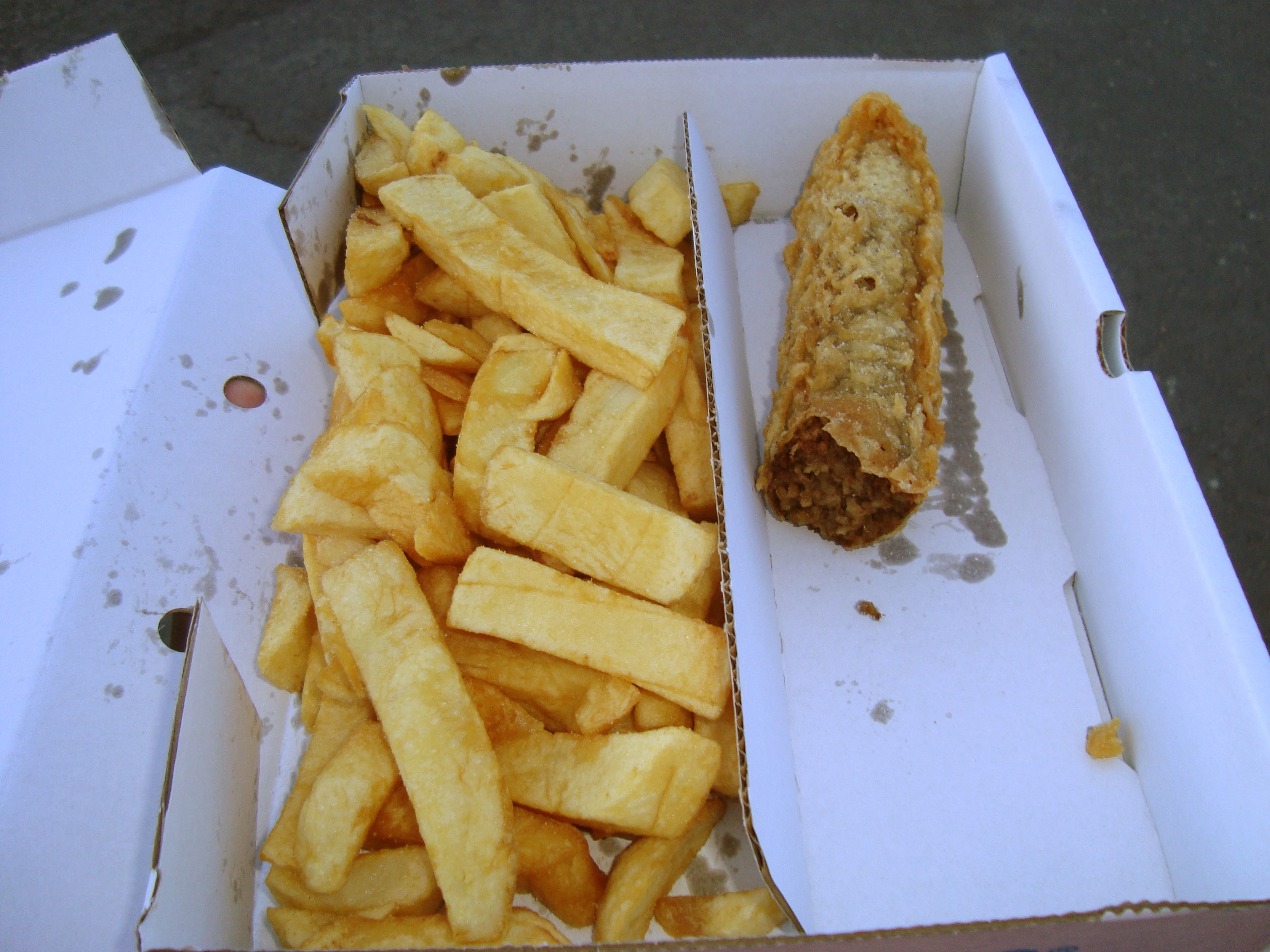
Kolacja z haggisem z Fish and chip shop

Haggis jest tradycyjnie podawany jako część Kolacji Burnsa w dniu 25 stycznia, w rocznicę urodzin narodowego poety Szkocji Roberta Burnsa. Burns napisał wiersz Oda do haggisa (oryg. Address to the Haggis), który zaczyna się: "Fair fa' your honest, sonsie face, Great chieftain o' the puddin-race!" Za życia Burnsa haggis było powszechną potrawą ubogich, ponieważ był pożywny, ale bardzo tani, przyrządzany z resztek owiec, które w innym przypadku wyrzucano.
Haggis jest szeroko dostępny w supermarketach w Szkocji przez cały rok, a tańsze marki zwykle pakowane są w sztuczne osłonki, a nie w żołądki. Czasami haggis są sprzedawane w puszkach lub pojemnikach, które można gotować w kuchence mikrofalowej lub tradycyjnym piekarniku. Niektóre komercyjne haggis są w większości wykonane z podrobów wieprzowych, a nie owczych. Produkowane są koszerne haggis, nie tylko bez wieprzowiny, ale w pełni zgodne z żydowskimi przepisami żywieniowymi.
Haggis jest często podawany w szkockich fast-foodach w postaci dużej kiełbasy smażonej w głębokim cieście. Razem z frytkami składa się na „kolację z haggisem”. „Haggis burger” to kotlecik ze smażonego haggisu podawany na bułce. „Haggis pakora” to kolejny wariant smażony w głębokim tłuszczu, dostępny w niektórych indyjskich restauracjach w Szkocji. Haggis może być używany nie jako główna część dania, a jako składnik innych potraw, nawet pizzy.

### Wegetariańskie haggis
Wegetariański haggis był po raz pierwszy dostępny na rynku w 1984 roku, a teraz może stanowić od 25% do 40% jego sprzedaży. Mięso zastępują różne rośliny strączkowe, orzechy i warzywa. Mogą do tego dołączyć owies i jęczmień, podobnie jak różne rodzaje soczewicy, groszek łuskany, fasola adzuki, fasola nerkowata, fasola borlotti, orzechy ziemne oraz inne orzechy i grzyby, cebula i marchew.

## Haggis poza Szkocją

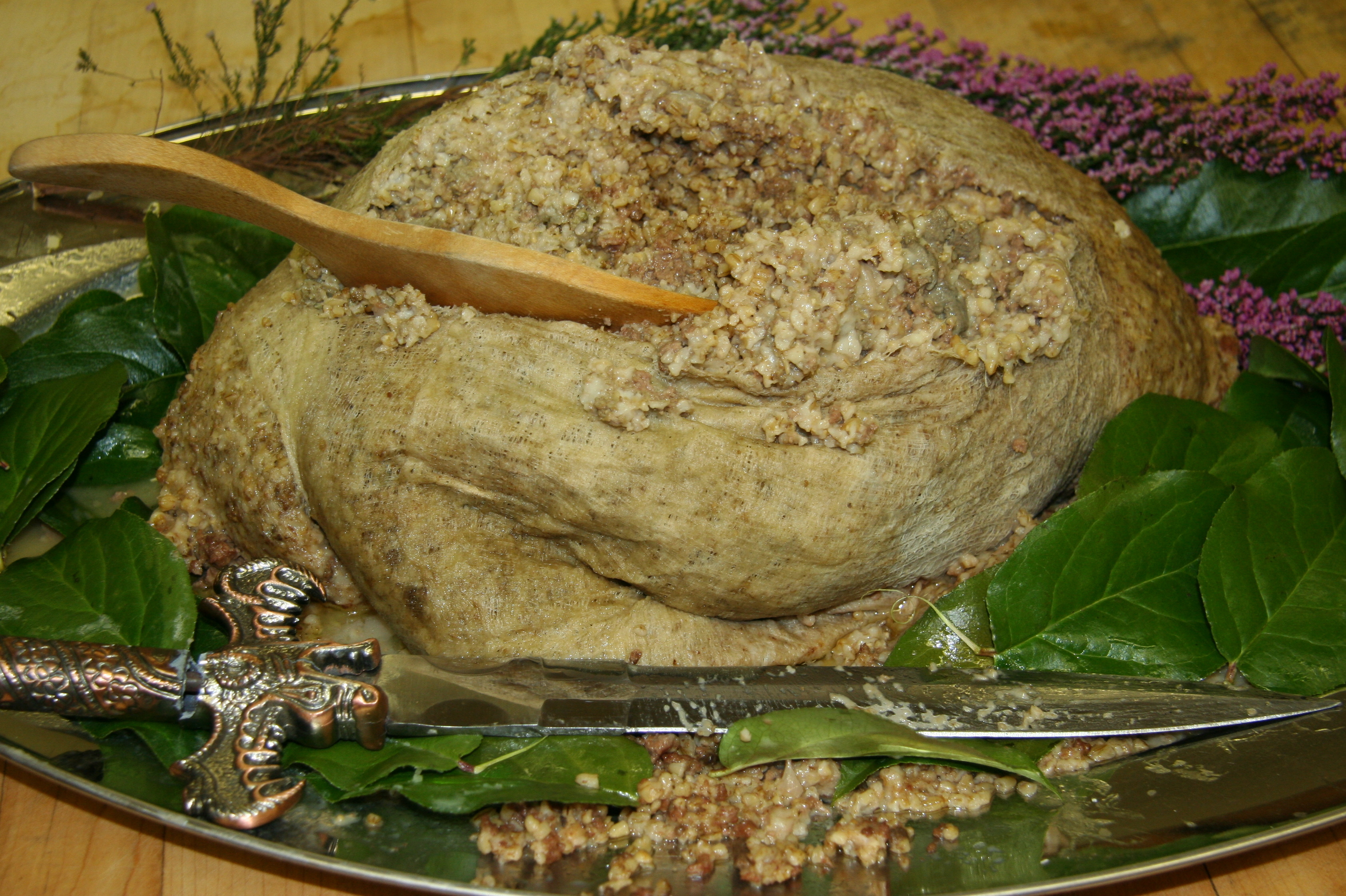
Półmisek z haggisem podczas „Burns Supper” w USA

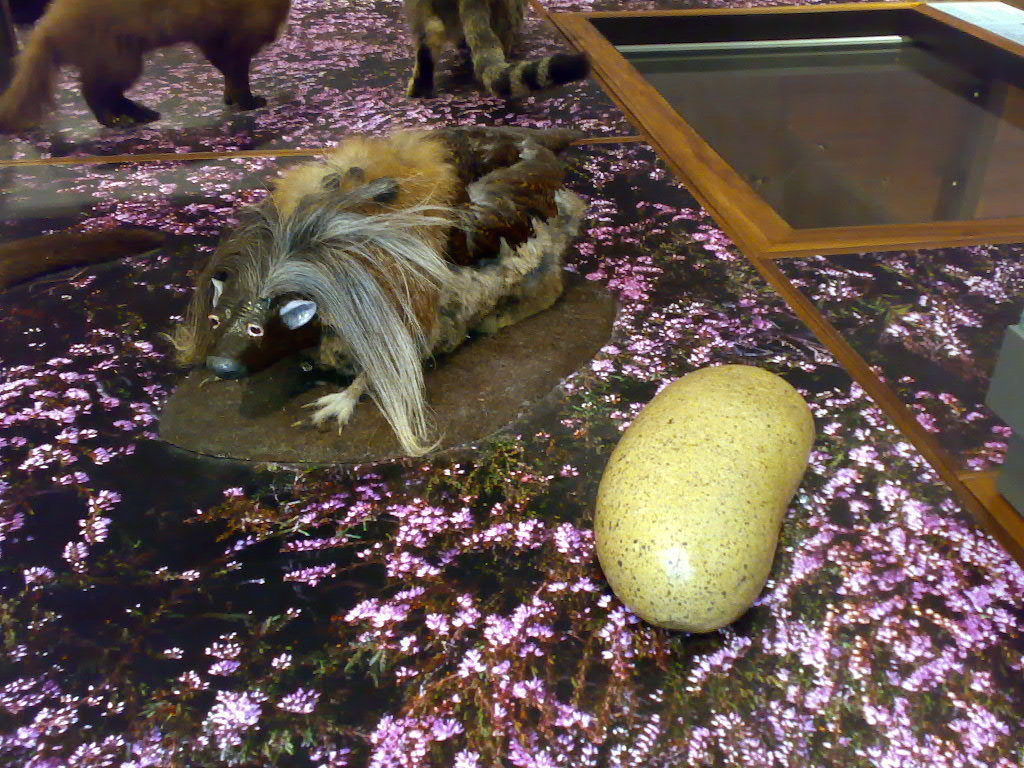
Fikcyjny dziki haggis Haggis scoticus obok przygotowanego okazu, wystawione w Glasgow w Kelvingrove Gallery

### Legalność
W 1971 roku import haggisu do USA z Wielkiej Brytanii stał się nielegalny ze względu na zakaz sprowadzania żywności zawierającej owcze płuca, które stanowią w tradycyjnej recepturze 10–15% wkładu. Zakaz obejmuje całe płuca, ponieważ płyny takie jak kwas żołądkowy i flegma mogą dostać się do płuc podczas uboju. Sytuacja uległa dalszemu skomplikowaniu w 1989 roku, kiedy zakazano importu całej brytyjskiej wołowiny i jagnięciny do USA z powodu BSE. W 2010 roku rzeczniczka Departamentu Rolnictwa Stanów Zjednoczonych oświadczyła, że dokonuje przeglądu zakazu produktów z wołowiny i jagnięciny, ale zakaz żywności zawierającej owcze płuca pozostanie w mocy. W sierpniu 2020 ówczesna minister handlu międzynarodowego Wielkiej Brytanii Liz Truss podczas negocjacji warunków wymiany handlowej pomiędzu UK i USA zaapelowała o zniesienie zakazu eksportowania brytyjskiej jagnięciny do USA. W końcu w grudniu 2021 roku Departament Rolnictwa USA zniósł zakaz importu brytyjskiej jagnięciny do USA. 
Ponieważ do tej pory haggis nie mógł być eksportowany do Stanów Zjednoczonych, zamiast tego są tam produkowane, czasami przez szkockie firmy. W jednej z takich firm, o której mówi się, że używa tej samej 150-letniej receptury wykorzystującej takie same składniki co w Szkocji, nie używa się owczego płuca, a osłonka, zamiast żołądka jest sztuczna.

## Haggis w folklorze
Czasami mówi się dowcip, że haggis to małe szkockie zwierzę z dłuższymi nogami z jednej strony, dzięki czemu może biegać po stromych wzgórzach szkockich wyżyn bez przewracania się. Według jednego z sondaży 33 procent amerykańskich turystów odwiedzających Szkocję uważało haggis za zwierzę.